# Hamed
Hamed è uno dei tre comuni del dipartimento di Kankossa, situato nella regione di Assaba in Mauritania. Contava 20.867 abitanti nel censimento della popolazione del 2000 e 25.916 nel 2013.